# حرميش
حرميش (بالعبرية: חֶרְמֵשׁ) هي مستوطنة إسرائيلية تقع في شمال محافظة طولكرم بالضفة الغربية.

## التاريخ
شيدت مستوطنة حرميش عام 1984 على مساحة مئات الدونمات من أراضي بلدات قفين والنزلة الشرقية والنزلة الوسطى في محافظة طولكرم، وتسعى السلطات الإسرائيلية للسيطرة على ما يزيد عن 5000 دونم جديدة لغايات توسيع المستوطنة.

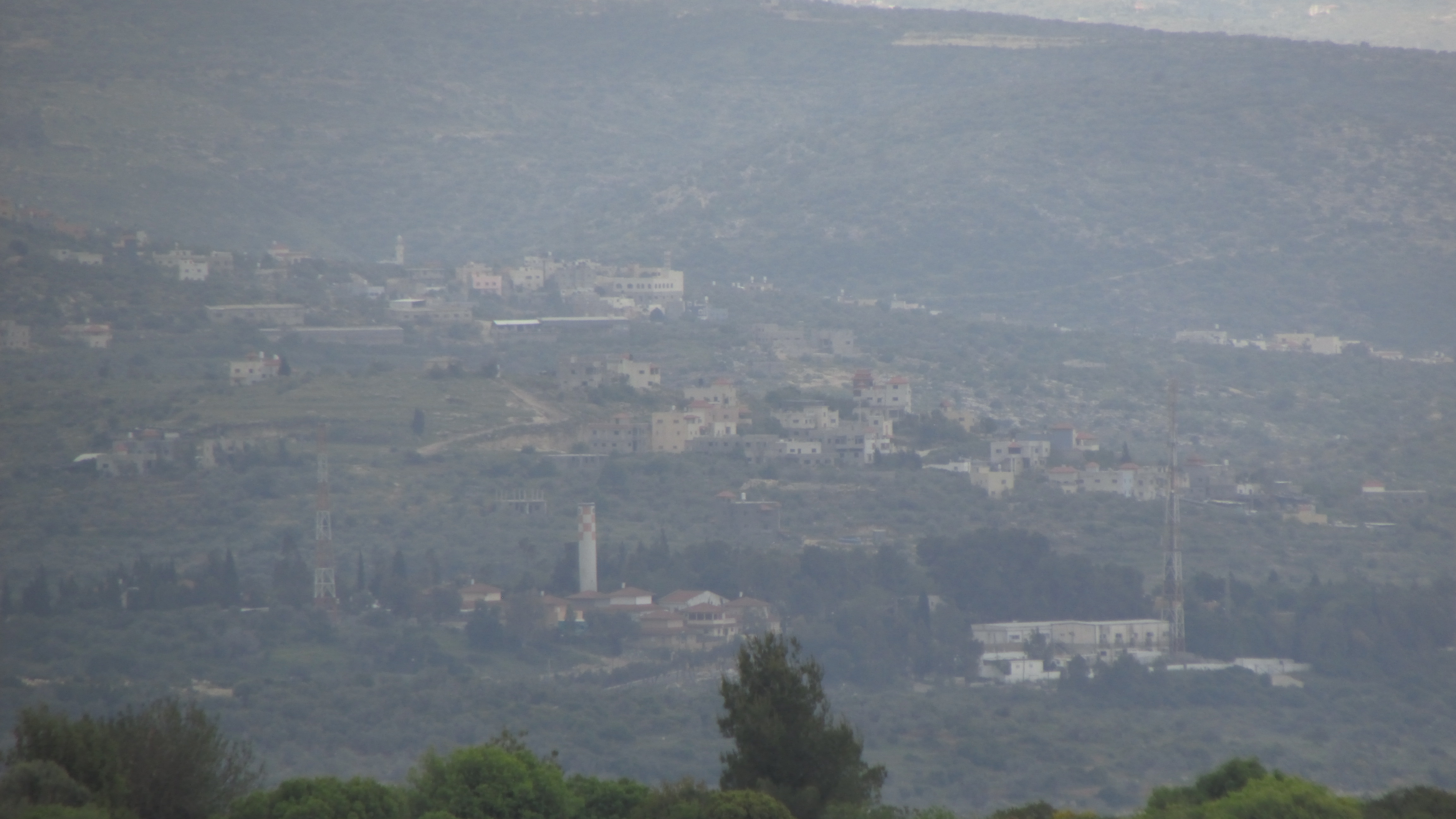
صورة لمستوطنة حرميش وقرية النزلة الشرقية.

## السكان
بلغ عدد سكان مستوطنة حرميش حوالي 228 نسمة عام 2018.

## أحداث
- أسفرت عملية طولكرم بتاريخ 30 مايو 2023 إلى مقتل مستوطن إسرائيلي من سُكان المستوطنة حيث وقع هجوم بإطلاق نار نفذته "كتيبة طولكرم العسكرية - مجموعة الرد السريع" على المستوطنة.[7]